# Micrutalis ephippium
Micrutalis ephippium är en insektsart som beskrevs av Hermann Burmeister. Micrutalis ephippium ingår i släktet Micrutalis och familjen hornstritar. Inga underarter finns listade i Catalogue of Life.